# Junia Claudilla
Junia Claudilla ou Junia Claudia (morte en 34, 36 ou 37 ap. J.-C.) était la première femme de l'empereur romain Caligula avant qu'il ne soit arrivé au pouvoir. Ils ont été mariés à Antium en 33. Son père était un sénateur distingué nommé Marcus Junius Silanus. Elle est morte en donnant naissance au premier enfant de Caligula, qui n'a pas survécu.

## Sources antiques
- Suétone, Vie des douze Césars, Caligula, 6, 20, 1 ; 12, 1-2.
- Tacite, Annales, livre VI.